# Organização dos Portos Marítimos Europeus
A Organização dos Portos Marítimos Europeus ou ESPO, fundada em 1993, é o órgão representativo das autoridades portuárias, das associações portuárias e das administrações portuárias dos portos dos estados-membros da União Europeia e da Noruega. A sua afiliação inclui portos de estados não membros da União Europeia, que são admitidos sob o estatuto de observador.
A sede da ESPO é em Bruxelas e inclui uma Assembleia Geral, um Comité Executivo e oito comissões especiais. A ESPO representa os interesses dos portos da União Europeia. ESPO representa mais de 98 por cento dos portos da União Europeia, e tem comunicação directa com 500 portos Europeus.